# Flughafen Wellington

i7
i11
i13
Der Flughafen Wellington (englisch Wellington Airport,  IATA-Code: WLG, ICAO-Code: NZWN) ist der Verkehrsflughafen der neuseeländischen Hauptstadt Wellington. Er dient als Drehkreuz von Air New Zealand. 
Der Flughafen bewältigte 2017 rund 85.000 Flugbewegungen. Das Passagieraufkommen lag bei rund sechs Millionen Fluggästen pro Jahr, davon entfielen 5.216.893 auf Inlandsflüge und 897.765 auf internationale Flüge. Das Unternehmen kam dabei 2017 auf einen Umsatz von rund 117,5 Millionen NZD.

## Geographie
Der Flughafen befindet sich im Stadtteil Rongotai, im Südosten der Stadt. Die Startbahn hat eine Nord-Süd-Ausrichtung, in der die Flugzeuge über die Evans Bay im Norden und die Lyall Bay im Süden starten und landen können.

## Geschichte

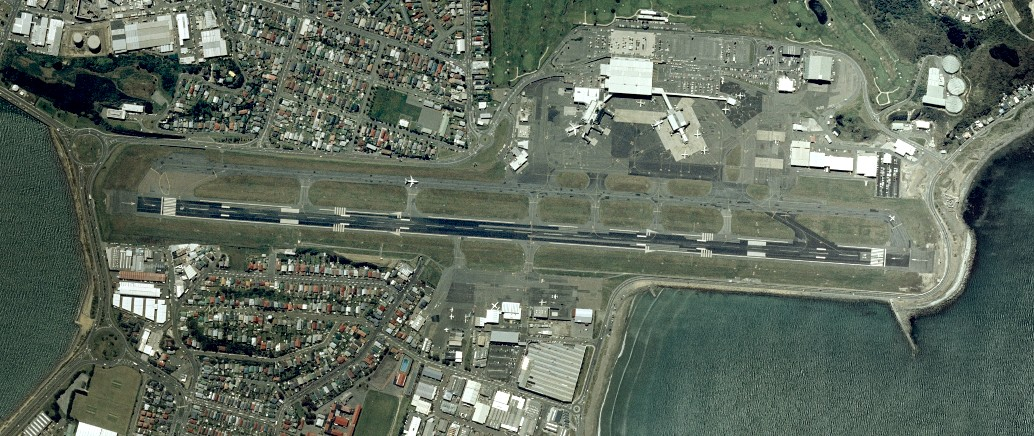
Der Flughafen Wellington aus der Luft

Der Flughafen wurde im Oktober 1959 offiziell eröffnet. Zuvor befand sich ein Flughafen nördlich der Stadt bei Paraparaumu. An der Stelle des jetzigen Flughafens befand sich vorher schon eine als Rongotai Airport bezeichnete Graspiste, die 1935 offiziell in Betrieb genommen aber bereits im September 1947 aufgrund von Sicherheitsbedenken wieder geschlossen worden war. Nach größeren Umbauten und Befestigungen wurde dann 1959 ein durchgehender Flugbetrieb auf der damals 1630 m langen Bahn aufgenommen. Zum Einsatz kamen damals vor allem Fokker F.27 und Boeing 737-200. Da zu Beginn der 1970er Jahre Air New Zealand auch Flüge mit der DC-8 nach Australien anbieten wollte, wurde die Landebahn auf das heutige Maß verlängert.
Nachdem der Terminal für regionale Flüge lange Zeit als überlastet galt, wurde 1999 ein neuer eröffnet. Um ICAO-Sicherheitsbestimmungen einzuhalten, wurde an beiden Enden der Landebahn eine 90 Meter lange Sicherheitszone eingerichtet.
Die Kürze der Landebahn hat die Anzahl der Flugziele nach Übersee stets stark eingeschränkt. So gibt es nur eine geringe Zahl an Verbindungen nach Australien und Asien. Es gab in der Vergangenheit Überlegungen zu einer Verlängerung der Bahn, so dass auch größere Langstrecken-Flugzeuge landen können. Dies hätte aber zu teuren Landgewinnungsmaßnahmen geführt. Ein internationaler Terminal wurde 1986 von Ansett NZ gebaut. Er soll zwischen 2005 und 2007 erweitert werden, um die Abfertigung der Boeing 787 zu ermöglichen. Dieses Langstreckenflugzeug kann auch auf kurzen Bahnen landen.
Seit 1998 ist der Flughafen teil-privatisiert. Zu 66 % gehört er der Firma Infratil und die übrigen 34 % gehören dem Wellington City Council.

## Fluggesellschaften und Ziele
Es werden vor allem Inlandsflüge abgefertigt. Darüber hinaus gibt es auch einige wenige internationale Verbindungen zu Flughäfen in Australien, Fidschi und Singapur (seit September 2016) mit Zwischenstopp in Melbourne.

## Zwischenfälle
- Am 10. April 1968 wurde eine Bristol 170 Freighter Mk. 31E der neuseeländischen SAFE Air (Straits Air Freight Express) (Luftfahrzeugkennzeichen ZK-CPU) auf dem Flughafen Wellington durch den Zyklon Gisselle aus ihren Verzurrungen gerissen und irreparabel beschädigt. Über Personenschäden ist nichts bekannt.[7][8]

## Verkehrszahlen
| Jahr | Passagierzahlen | Passagierzahlen | Passagierzahlen | Flugbewegungen |
| Jahr | National        | International   | Gesamt          | Flugbewegungen |
| ---- | --------------- | --------------- | --------------- | -------------- |
| 2018 | 920.323         | 5.416.842       | 6.337.165       | 83.365         |
| 2017 | 897.765         | 5.216.893       | 6.114.658       | 84.045         |
| 2016 | 892.199         | 5.066.291       | 5.958.490       | 85.356         |
| 2015 | 873.029         | 4.817.383       | 5.690.412       | 84.814         |
| 2014 | 765.604         | 4.654.711       | 5.420.315       | 83.788         |
| 2013 | 750.110         | 4.732.838       | 5.482.948       | 87.728         |